# Death or Glory?
Death or Glory? è il diciassettesimo album di Roy Harper, pubblicato nel 1992.

## Tracce
1. Death Or Glory? – 5:05
2. The War Came Home Tonight – 4:20
3. Duty – 1:27
4. Waiting For Godot Part Zed – 3:30
5. Next To Me – 3:15
6. Man Kind – 1:01
7. The Tallest Tree – 4:51
8. Miles Remains – 8:52
9. The Fourth World – 7:22
10. Why? – 0:44
11. Evening Star – 6:04
12. Cardboard City – 3:24
13. One More Tomorrow – 5:20
14. The Plough – 2:16
15. On Summer Day – 5:39
16. If I Can – 0:23